# Jeanne Barseghian
Jeanne Barseghian (Suresnes, 6 dicembre 1980) è una politica francese di origini armene, sindaco della città di Strasburgo dal 4 luglio 2020.

## Biografia
Nata a Suresnes il 6 dicembre 1980 da madre francese e padre armeno, la sua bisnonna era la pedagoga e scrittrice Perciuhi Partizpanian-Barseghian, una delle tre donne ad essere elette nel parlamento della Prima Repubblica di Armenia nel 1919, che emigrò in Francia nel 1924. Il bisnonno,l'intellettuale Sarkis Barseghian fu vittima della deportazione,che diede inizio al genocidio. 

### Studi e carriera politica
Studiò all'Università di Parigi-Nanterre specializzandosi in diritto, e in seguito al trasferimento a Strasburgo avvenuto nel 2002, s'iscrisse all'Università di Strasburgo con una specializzazione in diritto dell'ambiente. In seguito agli studi, cominciò ad avvicinarsi al mondo della politica, iniziando a lavorare per il Consiglio regionale dell'Alsazia, in particolare allo sviluppo del turismo responsabile nella zona.
Nel 2012 tornò nel Consiglio regionale continuando a lavorare per i membri ecologisti. Proseguì le sue attività di consigliere, questa volta nell'ambito della sanità, allo scopo di rendere ecologici svariati ospedali.
L'anno successivo aderì al partito politico Europa Ecologia I Verdi, di orientamento ambientalista, durante le elezioni comunali a Strasburgo; durante tale campagna venne nominata responsabile del programma politico di Roland Ries. Nel 2015 fu nominata co-responsabile della campagna politica di Sandrine Bélier, candidata alla presidenza della regione del Grand  Est. 

### Vita privata
Jeanne Barseghian ha un compagno di nazionalità tedesca, che lavora a Friburgo in Brisgovia. Vivono nel quartiere di Neudorf a Strasburgo.